# Сухопутные войска Сомали
Сухопутные войска Сомали (сом. Ciidanka Xooga Dalka Soomaaliyeed) — основной вид Вооружённых сил Сомали, отвечающий за сухопутные операции. Сформированы в 1960 году после обретения страной независимости.

## История
- 1960-1991: Современные сухопутные силы созданы на базе колониальных формирований Итальянского и Британского Сомали. В эпоху М. Сиада Барре насчитывали до 70 000 военнослужащих при поддержке СССР.[1]
- 1991-2008: Фактически прекратили существование после гражданской войны, восстановлены с 2008 года при международной помощи.
- 2017-н.в.: Проводится реформа под эгидой Турции и ЕС, включающая переподготовку личного состава и модернизацию техники.

## Структура
Основные компоненты (2024):
Регулярные силы:
- 6 мотопехотных бригад
- 1 танковый батальон (оснащён Т-72 и Т-55)
- Артиллерийские и инженерные подразделения

Спецназ (Danab) — элитные части, подготовленные американскими инструкторами
Региональные командования:
- Могадишо (центральное)
- Байдабо (южное)
- Галькайо (северное)

## Техника и вооружение[3]
| Тип        | Модели             | Примечания            |
| ---------- | ------------------ | --------------------- |
| Танки      | Т-54/55, Т-72      | 45 единиц (2023)      |
| БТР        | БТР-60, M1117      | Поставки из ОАЭ и США |
| Артиллерия | Д-30, БМ-21 «Град» | 50+ систем            |

## Международное сотрудничество
- Подготовка кадров: Турция (крупнейший партнёр), США[4], Египет
- Техническая помощь: ОАЭ (поставки бронетехники), ЕС (логистика)
- Миротворческие миссии: Взаимодействие с AMISOM до 2022 года

## Проблемы[5]
- Зависимость от иностранного финансирования
- Недостаток обслуживаемой техники
- Конкуренция с региональными формированиями (Пунтленд, Джубаленд)